# Sober (cântec de Kelly Clarkson)
„Sober” cel de-al doilea single extras de pe cel de-al treilea album al cântăreței americane Kelly Clarkson, intitulat My December.
Cel de-al doilea single oficial lansat numai în Statele Unite este intitulat Sober. Tema melodiei a fost inspirată de către buna prietenă a lui Kelly, care a sfătuit-o să „rupă buruienile și să păstreze florile”. Conform declarațiilor lui Clarkson Sober este un cântec despre supraviețuire și depășirea problemelor care apar pe durata vieții. Aceasta este melodia preferată a lui Brianne de pe întregul album, deoarece are o linie melodică hipnotizatoare. „Pur și simplu te pierzi în povestea sa, este atat de frumoasă.”
Aben Eubanks a scris un demo prentu piesa Sober, iar după finisarea sa a declarat că este foarte asemănătoare cu cea compusă de el. Pentru acest single există două versiuni, care diferă doar din punct de vedere al lungimii și al unor sunete. Din punct de vedere melodic este una dintre cele mai complexe melodii înregistrate de Kelly. Aceasta conține o întreagă armonie de sunete, produse de diferite instrumente variind de la violoncel la chitara acustică. De asemenea vocea lui Kelly reprezintă un element-cheie în acest cântec deoarece ea folosește diferite tonalități și jonglează cu sunete de pe mai multe octave. Brianne repetă cuvintele three months de treisprezece ori pe parcursul single-ului.
Pentru melodia Sober nu a existat un videoclip oficial, dar fanii au creat câteva clipuri în care era surprinsă Kelly cântând în cadrul unor festivale. Casa sa de discuri a încredințat cântecul posturilor de radio din S.U.A. pe parcursul lunii Iunie. Sober nu a avut succes în țara sa natală, clasându-se pe poziții cuprinse între 90 și 110. Spre deosebire de America, single-ul a devenit un hit în Filipine, unde a câștigat prima poziția în topul oficial.

## Pozițiile ocupate în clasamente
| Clasamentul (2007)                    | Poziția maximă ocupată |
| ------------------------------------- | ---------------------- |
| U.S. Billboard Bubbling Under Hot 100 | 10                     |
| U.S. Billboard Pop 100                | 93                     |